# 田中美都
田中 美都（たなか みと、1989年10月14日 - ）は、日本の気象予報士。

## 来歴
埼玉県桶川市出身。埼玉県立浦和第一女子高等学校、学習院大学卒業。
大学卒業後は江崎グリコに就職。2018年3月に気象予報士の資格を取得し、同年6月よりウェザーマップに所属する。

## 人物
- 趣味はお城巡り、観光列車に乗ること、記念スタンプ・ご当地マンホールカード集め。
- ドイツ語技能検定試験2級を取得している[1]。
- 学習院大学では輔仁会スキー部に所属し、大学4年時には女子部の主将を務めた[3]。
- 北海道日本ハムファイターズのファンであり、休日は（首都圏在住のため）西武ドーム（ベルーナドーム）や千葉マリンスタジアム（ZOZOマリンスタジアム）などで行われるファイターズ戦の野球観戦をしている。『NHKニュースおはよう日本』の気象情報コーナーに代役として出演した際にファイターズの野球ユニフォームを着た上で登場したことがある[4]。

## 出演
☆印は現在出演中。
- スーパーJにいがた（新潟テレビ21、2019年4月 - 2022年4月1日）[5] - 気象キャスター
- ニュースLIVE! ゆう5時（NHK総合、2022年4月4日 - 2024年3月7日） - 気象キャスター
- ニュース きん5時（2022年4月8日 -  2024年3月8日）（本編が実質17:57に終了した後、関東・甲信越の気象情報（17:57 - 18:00）を放送）
- 午後LIVE ニュースーン☆（NHK総合、2024年4月1日 - ）- お天気キャスター